# PINK SOX
『PINK SOX』はウェンディマガジンがMSX2およびPC-9800シリーズ用に発売していた、成人向けパソコンソフトのシリーズ。ディスクマガジンという、パソコン用メディアを用いた雑誌のような形態を取り、フロッピーディスクを媒体としてゲームや小説、4コマ漫画等を収録していた。『ピンクソックス』1号～8号、『スーパーピンクソックス』1号～3号、『ピンクソックスマニア』1号～3号、『ピンクソックスプレゼンツ』が刊行された。
解像度が低くフロッピーディスクの容量も限られていた当時のハード用ながら、グラフィックツールなどを製作していたBIT2が開発を担当したため、CGが比較的美麗だった。PC98版はMSX2版に比べてグラフィックの解像度が上がっている。
創刊されたのは折しもバブル景気の頃で、「ハーフタイムラバー」のような時代背景を色濃く反映したコンテンツもあった。
また、「一発くん4 レッツ・ザゼン!」や「まなみのどこまでイクの？」のようにパロディ要素を含んだコンテンツも存在した。
その他の特徴として、シリーズ内の複数のコンテンツに、不破伝兵衛という老人が登場することが挙げられる。

## シリーズ作品
ピンクソックス（1号～8号）
ディスクマガジンの形式をとり、毎号様々なゲームやコンテンツが収録された。
8号はジグソーパズルが付いたスペシャル版も発売された。
1号から3号を一纏めにした『ピンクソックス1・2・3』も発売された。
スーパーピンクソックス（1号～3号）
ピンクソックスの増刊号という位置づけのディスクマガジンで、『ピンクソックス』よりボリュームのあるゲームが収録された。
1号はMSX2版のみの発売で、PC98版は「まなみのどこまでイクの？」が単体で発売された（後述）。
3号は通販専用のプラスバージョンが存在する。通常版との違いは数枚のCGの下着の有無。
MSX2版の3号はインターレス表示で縦の解像度が倍になっている。
ピンクソックスマニア（1号～3号）
過去のグラフィック集でスペースキーを押してCGを順番に表示していく鑑賞ソフト。ゲームは一切入っていない。
MSX2版は画像データがBLOAD形式で収録されており、BASICでロードしてスプライトを非表示にすることでモザイクが外せる。
ピンクソックスプレゼンツ
新作ゲームで過去のグラフィックを見られるようにしたもの。ファンアイテム的な要素が大きい。
ピンクソックスマニア大全
絶版になったピンクソックスマニア1号～3号の選りすぐりCG集。
MSX2版はインターレス表示で縦の解像度が倍になっているが、PC98版のデータをそのままコンバートしたようで一部のCGは色合いのバランスが崩れている。
スーパーピンクソックスファイナル
ディスクマガジン「ピンクソックス」が、最後のお別れに放つWindows 3.1用特別版。
ストーリーは用意されていないが、一度見たイベントでは、同じ箇所でもクリックの反応が変化する。
ピンクソックスフォーエバー
『ピンクソックス』のCGが閲覧できるWindows用ソフト。CD-ROM1枚組。収録されている画像はPC98版のもの。

## 連載
- ピンクソックスギャルズ

「すぎもと まなみ」、「あさみ さやか」、「みずき ゆか」から構成される3人組・ピンクソックスギャルズの自己紹介という体裁のアドベンチャーゲーム。
- アダルトカードあわせ
- 女子寮プライベートルーム
- ハーフタイムラバー
- 誰か…

『ピンクソックス』1号から6号にかけて連載されていたアドベンチャーゲーム。宇宙船パゾニクルの航海を描いている。
- 一発くん

不定期連載されたミニゲーム集。
- スキャナーでとってみました
- 投稿コーナー
- どしどしふんどし

シュールな4コマ漫画。美少女ではないがカルト的な支持を得て、後にスペシャル版が単独販売された（後述）。

## 関連作品
ピンクソックス On Air
ピンクソックスギャルズのトークが収録されている音楽CD。1991年発売。
ピンクソックス・ベストキャラクターズ
ピンクソックスで使用された画像が収録されている映像ソフト。VHSとLDで発売。
グラムキャッツ
ピンクソックスギャルズのさやかが主人公のアダルトアドベンチャーゲーム。
どしふんスペシャル
新作2本を含む34本の「どしどしふんどし」を収録したスペシャル版。

### 単独化作品
まなみのどこまでイクの？
『スーパーピンクソックス1号』に収録されていたアドベンチャーゲームを単体製品にしたもの。1991年7月にPC98用ソフトとして発売された。
吉祥寺を舞台に、正義の魔法処女・まなみと秘密結社イライザの首領・黒パックの対決を描いた内容となっている。

### 雑誌記事
- 『美少女ゲーム最前線 パート5』辰巳出版、1991年11月1日。
  - 「よくわかる美少女ゲーム 傾向と対策編 ピンクソックス5・6」、50-51頁。
  - 「よくわかる美少女ゲーム 傾向と対策編 まなみのどこまでイクの?」、52頁。